# 삼성 갤럭시 M 스타일
삼성 갤럭시 M 스타일(Samsung Galaxy M style)은 삼성전자가 2012년 1월 5일에 출시한 보급형 안드로이드 스마트폰이다.
국내 전용으로 출시된 기종으로, 삼성 갤럭시 시리즈의 초기 주력 제품이었던 갤럭시 S 보다 다소 낮은 하드웨어 성능을 갖추었다.

## 갤럭시 S(SHW-M110S)와의 차이점
- 갤럭시 S의 후면 카메라가 500만 화소이며, 갤럭시 M 스타일의 후면 카메라는 320만 화소이다.
- 2.3.6 진저브레드를 기준으로, 갤럭시 S의 램의 가용량은 336 MB이며, 갤럭시 M 스타일의 가용량은 391MB이다.
- 갤럭시 S는 삼성전자 엑시노스 3 싱글 (S5PC110, 허밍 버드, 3110) AP (ARM Cortex-A8 아키텍처 1 GHz 싱글 코어 CPU + 파워VR SGX540 GPU)를 장착하였으며, 갤럭시 M 스타일은 퀄컴 스냅드래곤 S1 MSM7227A의 공장 정밀 화판인 MSM7227A-1 터보 AP (ARM 홀딩스 ARM11 1 GHz 싱글 코어 CPU + 퀄컴 아드레노 200 GPU)를 장착했다.

## 색상
- 플래티넘 실버
- 블루 블랙

## 안드로이드2.3 진저브레드업그레이드
갤럭시 M 스타일은 2.3.5 진저브레드를 탑재하여 출시했다.
2012년 4월 안드로이드 2.3.6 진저브레드로의 업그레이드가 시작되었다.
주요 개선점은 다음과 같다.
- 페이스 언락 추가
- 카메라 기능 개선
- 포토 에디터 애플리케이션 추가

그러나 안드로이드 2.3.6을 끝으로 공식 지원이 종료되었다.

## 제품 모습

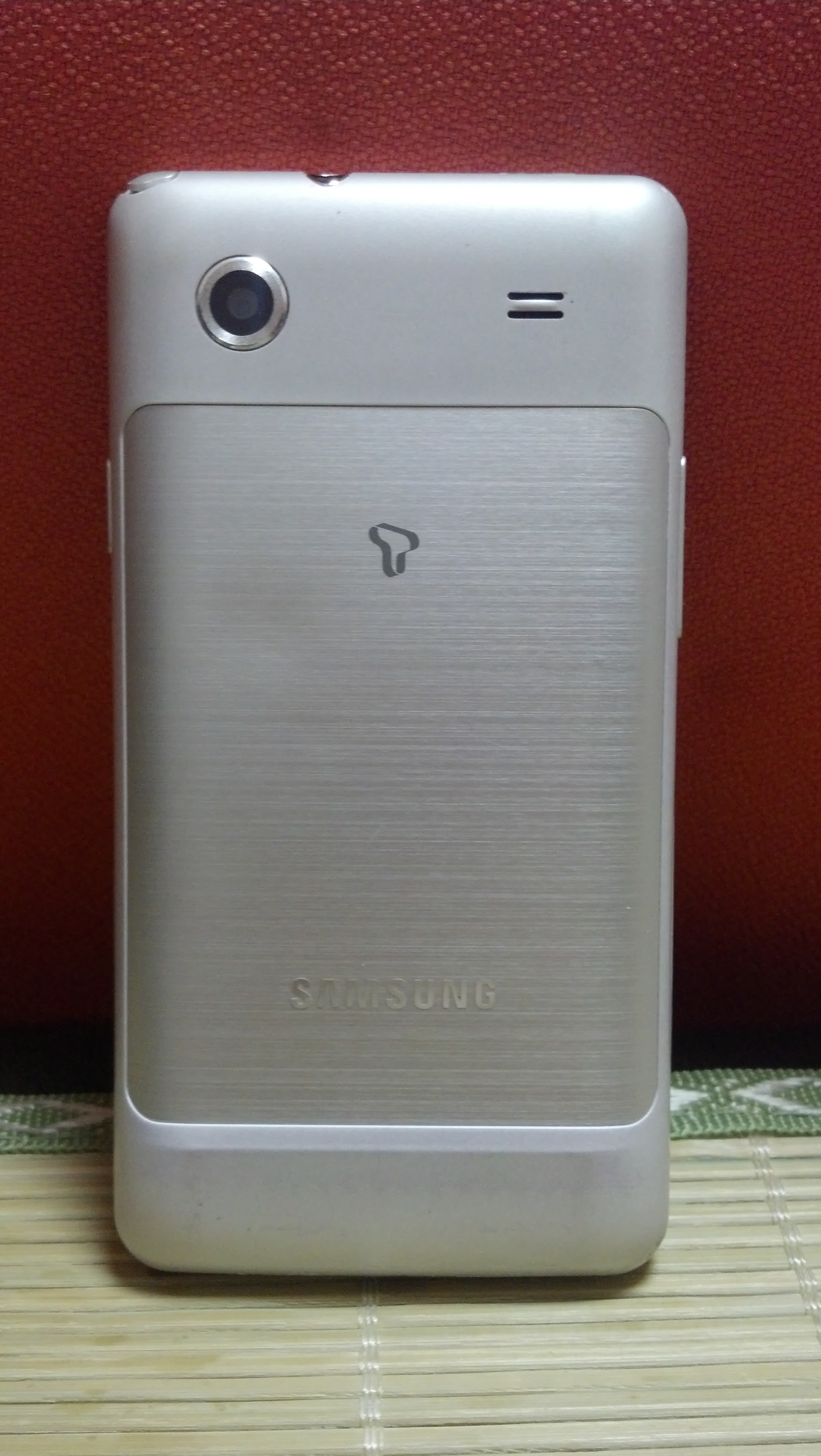
후면부 모습

## 같이 보기
- 삼성 갤럭시 S
- 삼성 갤럭시 R 스타일